# 프랑스령 아파르족 및 이사족 지역
프랑스령 아파르족 및 이사족 지역(프랑스어: Territoire français des Afars et des Issas)은 1967년에서 1977년 사이 현재의 지부티에 설치된 프랑스의 자치공화국이다. 이 지역은 이전에 프랑스령 소말릴란드가 위치해 있었다.

## 역사
1966년 프랑스는 프랑스령 소말릴란드를 독립 시키라는 유엔의 권고를 거부했다. 같은 해 8월, 당시 프랑스의 대통령이었던 샤를 드골이 이 지역을 방문했을 때 독립을 위한 시위와 폭동이 일어났다. 시위에 대응하기 위해 드골은 국민투표를 실시했다.
1967년 3월 19일, 국민투표가 실시되었다. 투표 결과는 민족에 따라 달랐는데, 소말리인들은 대체로으로 소말리아와의 재통합을 목표로 독립에 투표했고, 아파르족은 대체로 프랑스의 속령을 유지하기로 선택했다. 그러나 프랑스 정부는 국민투표 결과를 조작했고, 독립에 투표한 사람들이 많았음에도 불구하고 결국 프랑스의 속령으로 남게되었다.
1967년 국민투표가 실시된 직후 프랑스령 소말릴란드는 프랑스령 아파르족 및 이사족 지역으로 개칭되었다.
1977년 5월 8일 국민투표가 재실시되었다. 유권자의 99.8%가 프랑스로부터의 분리를 지지하여 지부티가 공식적으로 독립을 선언했다. 소말리아의 정치인이었던 하산 굴레드 압티돈이 초대 지부티 대통령으로 취임했다.

## 같이 보기
- 프랑스 식민제국
- 프랑스령 소말릴란드